# Senna (gènere)

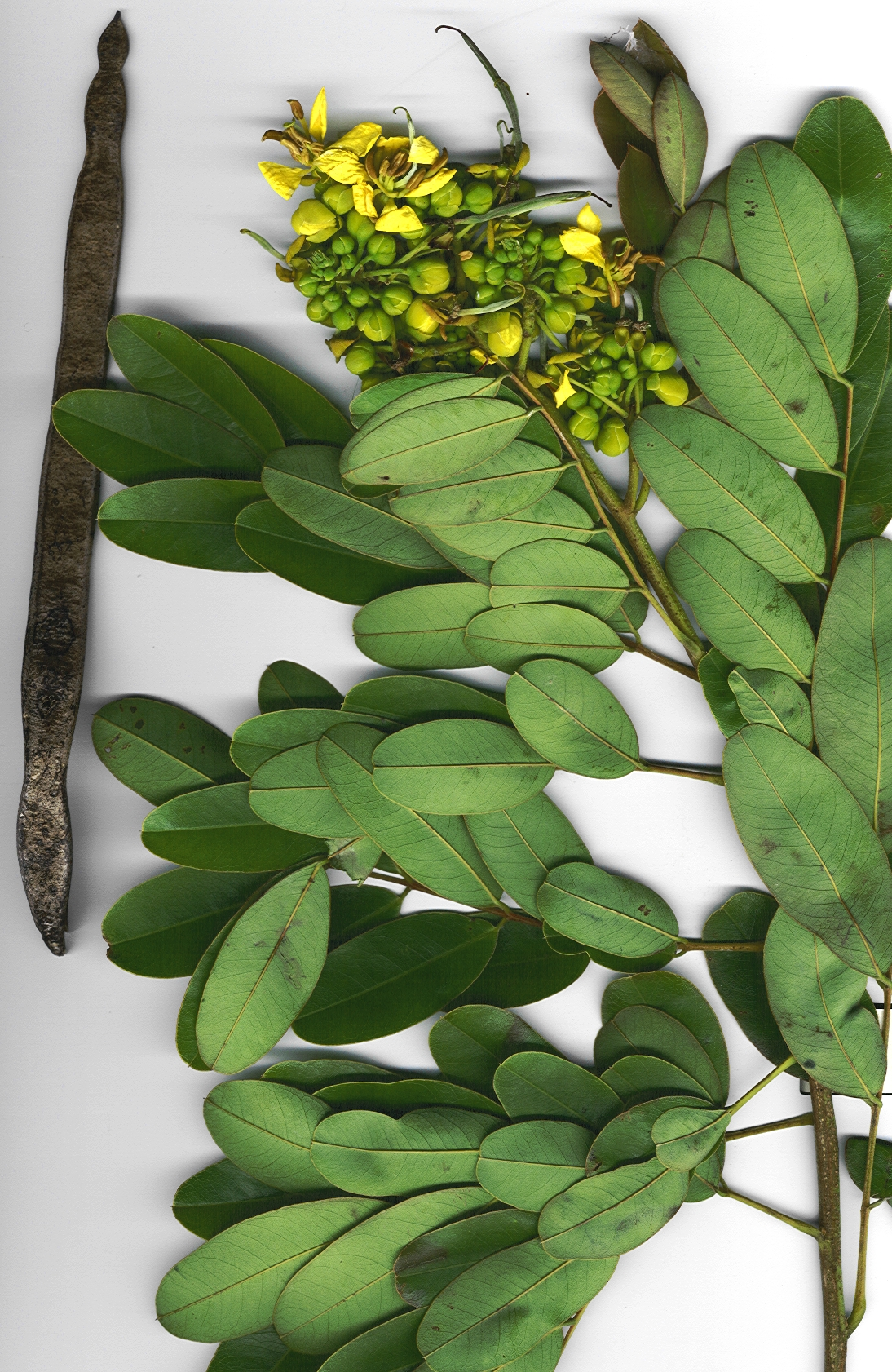
Senet siamès (S. siamea), planta de fulla comestible.

Senna és un gènere de plantes amb flor de la subfamília caesalpinioideae de la família de les fabàcies.

## Particularitats
Gairebé totes les espècies d'aquest gènere es troben les regions tropicals humides.
L'espècie més famosa és el senet (Senna alexandrina). Unes 50 espècies són plantes de conreu, com el senet siamès (S. siamea), planta de fulla comestible. N'hi ha també moltes plantes medicinals.

## Taxonomia
N'hi ha unes 260 espècies però segons alguns autors n'hi hauria fins a 350.
El gènere Senna està estretament emparentat amb els gèneres Chamaecrista i Cassia i abans moltes espècies del gènere Senna formaven part del gènere Cassia.
- Senna alata (L.) Roxb.
- Senna alexandrina Mill. - senet
- Senna armata (S. Wats.) Irwin & Barneby
- Senna artemisioides (Gaud. ex DC.) Randell - senet plomós
- Senna atomaria (L.) Irwin & Barneby
- Senna bacillaris (L. f.) Irwin & Barneby
- Senna bauhinioides (Gray) Irwin & Barneby
- Senna bicapsularis (L.) Roxb.
- Senna candolleana (Vogel) Irwin & Barneby
- Senna corymbosa (Lam.) Irwin & Barneby - senet argentí
- Senna covesii (Gray) Irwin & Barneby - senet del desert
- Senna didymobotrya (Fresen.) Irwin & Barneby - senet d'espiga
- Senna durangensis (Rose) Irwin & Barneby
- Senna ×floribunda (Cav.) Irwin & Barneby
- Senna fructicosa (P. Mill.) Irwin & Barneby
- Senna gaudichaudii (Hook. et Arn.) Irwin & Barneby
- Senna hebecarpa (Fern.) Irwin & Barneby
- Senna hirsuta (L.) Irwin & Barneby
- Senna italica P. Mill.
- Senna ligustrina (L.) Irwin & Barneby
- Senna lindheimeriana (Scheele) Irwin & Barneby
- Senna macranthera (Collad.) H.S.Irwin & Barneby
- Senna marilandica (L.) Link
- Senna mexicana (Jacq.) Irwin & Barneby
- Senna monozyx (Irwin & Barneby) Irwin & Barneby
- Senna multijuga (L.C. Rich.) Irwin & Barneby
- Senna nitida (L.C. Rich.) Irwin & Barneby
- Senna obtusifolia (L.) Irwin & Barneby - senet xinès
- Senna occidentalis (L.) Link
- Senna orcuttii (Britt. et Rose) Irwin & Barneby
- Senna pendula (Humb. et Bonpl. ex Willd.) Irwin & Barneby
- Senna pilosior (B.L. Robins. ex J.F. Macbr.) Irwin & Barneby
- Senna polyphylla (Jacq.) Irwin & Barneby
- Senna pumilio (Gray) Irwin & Barneby
- Senna racemosa (P. Mill.) Irwin & Barneby
- Senna ripleyana (Irwin & Barneby) Irwin & Barneby
- Senna roemeriana (Scheele) Irwin & Barneby
- Senna rostrata (Mart.) Irwin & Barneby
- Senna septemtrionalis (Viv.) H. Irwin & Barneby
- Senna septentrionalis (Viviani) Irwin & Barneby
- Senna siamea (Lam.) Irwin & Barneby - senet siamès
- Senna sophera (L.) Roxb.
- Senna spectabilis (DC.) Irwin & Barneby
- Senna sulfurea (DC. ex Colladon) Irwin & Barneby
- Senna surattensis (Burm. f.) Irwin & Barneby
- Senna tora (L.) Roxb.
- Senna uniflora (P. Mill.) Irwin & Barneby
- Senna wislizeni (Gray) Irwin & Barneby